# 六广河大桥 (贵毕公路)

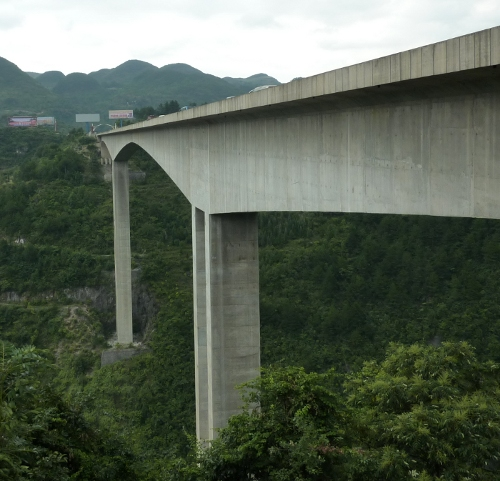
侧面照

六广河大桥是一座位于贵州修文县六广镇的305米高的梁桥，在2001年成为世界桥面高度最高的桥梁，打破了291米（955英尺）高的皇家峡谷大桥维持72年的记录，直到被2003年366米高的关兴公路北盘江大桥打破。
六广河大桥是  321国道贵阳到毕节段（贵毕公路）的节点性工程，最大跨度为240米，最高的桥墩位于悬崖边上，高90米。